# Zombie Self-Defense Force - Armata mortale
Zombie Self-Defense Force - Armata mortale (ゾンビ自衛隊?, Zonbi jieitai), in inglese Zombie SDF è un film del 2006, diretto da Naoyuki Tomomatsu.

## Trama
Una voce fuori campo declama un discorso contro la politica guerrafondaia degli Stati Uniti d'America, mentre sventola orgogliosamente una bandiera giapponese. Alla fine del discorso, la voce over confessa di apprezzare alcune cose della cultura statunitense, come gli hamburger, Hollywood, ma soprattutto George Romero, definito «un genio».
Un disco volante sorvola il Fuji, si schianta in un bosco ed emette una grande onda verde che colpisce tutte le persone presenti nella zona: un gruppo di militari impegnati in un'esercitazione, che stanno vegliando una donna impiccata, uno yakuza e il suo tirapiedi che hanno appena ucciso un uomo, Hitomi, una idol che sta realizzando un servizio fotografico, e il padrone di un albergo in compagnia della sua amante.
In seguito all'onda verde emessa dal disco volante il cadavere dell'uomo giustiziato torna improvvisamente in vita e aggredisce lo yakuza, strappandogli le dita delle mani a morsi, quindi lo uccide insieme ad altri zombi. Il tirapiedi dello yakuza fugge impaurito. Intanto anche la troupe che stava realizzando il servizio fotografico viene aggredita dagli zombi, mentre Hitomi riesce a fuggire e incontra il tirapiedi. I due scorgono il gruppo di militari, che accorre in loro aiuto. Tra i militari vi è una ragazza, Yuri, che ha continui mal di testa durante i quali vede se stessa in una sala operatoria.
Intanto il padrone dell'albergo e la sua amante hanno un diverbio, durante il quale la donna cade e batte violentemente la testa, rimanendo uccisa. L'uomo, sconvolto, trascina il cadavere fuori dall'albergo, ma improvvisamente il corpo della donna scompare. I militari e i due civili si recano all'albergo e notano subito lo strano comportamento dell'uomo. Yuri scopre il cadavere della donna, che riprende improvvisamente vita e aggredisce l'uomo. Uno dei militari gli spara, ma successivamente il ventre della donna si ingrossa ed esplode, facendone uscire un feto zombi, che si mette a volare e aggredisce tutti i presenti, fuggendo quindi nel bagno, dove Hitomi si sta asciugando i capelli. Hayakawa, uno dei militari, accorre in aiuto della ragazza, insieme al tirapiedi dello yakuza che viene però morso dal feto. Questi viene finalmente catturato e quindi legato insieme ai corpi del gestore dell'albergo e della sua amante.
Hakayawa distrae gli zombi, mentre Yuri e altri due militari escono per prendere una macchina. Il capitano dei militari viene aggredito dagli zombi e ucciso da un colpo di pistola partito da uno dei militari, che viene ferito. Yuri entra in macchina con lui, ma le chiavi sono rimaste a terra. In macchina, il ragazzo confessa a Yuri che lei in realtà non è un essere umano, bensì il primo soldato cyborg, frutto di un esperimento che, se andato a buon fine, sarebbe continuato su larga scala così da permettere al Giappone di prendersi la rivincita sugli Stati Uniti dopo la sconfitta subita nella seconda guerra mondiale. Prima di morire, il ragazzo dice a Yuri di schiacciare il suo molare, per entrare in modalità di combattimento.
Yuri rientra nell'albergo, dove Hitomi è stata aggredita dal tirapiedi dello yakuza e da Hayakawa, divenuti zombi. Hitomi chiede aiuto a Yuri, ma questa le tronca di netto la testa con una katana, quindi uccide anche i due uomini e gli altri zombi. Una volta uscita, Yuri deve affrontare il fantasma di un soldato che ha combattuto la seconda guerra mondiale. Lo scontro è cruento, e Yuri perde il braccio destro, ma alla fine riesce a uccidere il fantasma.
La voce fuori campo sostiene che gli esseri umani non dovrebbero combattere, ma amarsi a vicenda. Yuri si incammina, mentre un disco volante si schianta sul Monte Fuji, facendolo eruttare. Decine di altri dischi volanti sorvolano la zona, mentre Yuri si trova davanti decine di zombi ed è pronta a combatterli.

## Distribuzione
Il film venne distribuito in Giappone il 25 aprile 2005.